# Hút mật đuôi tím
Hút mật đuôi tím, tên khoa học Anthreptes aurantium, là một loài chim trong họ Nectariniidae.